# Thalatha dinawa
Thalatha dinawa là một loài bướm đêm trong họ Noctuidae.